# Свято-Троїцький жіночий монастир

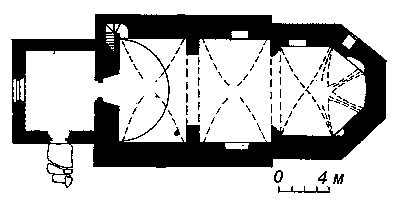
Троїцька церква

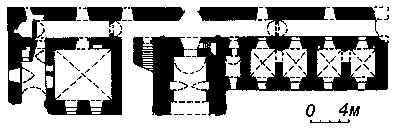
Дзвіниця і келії

Церква

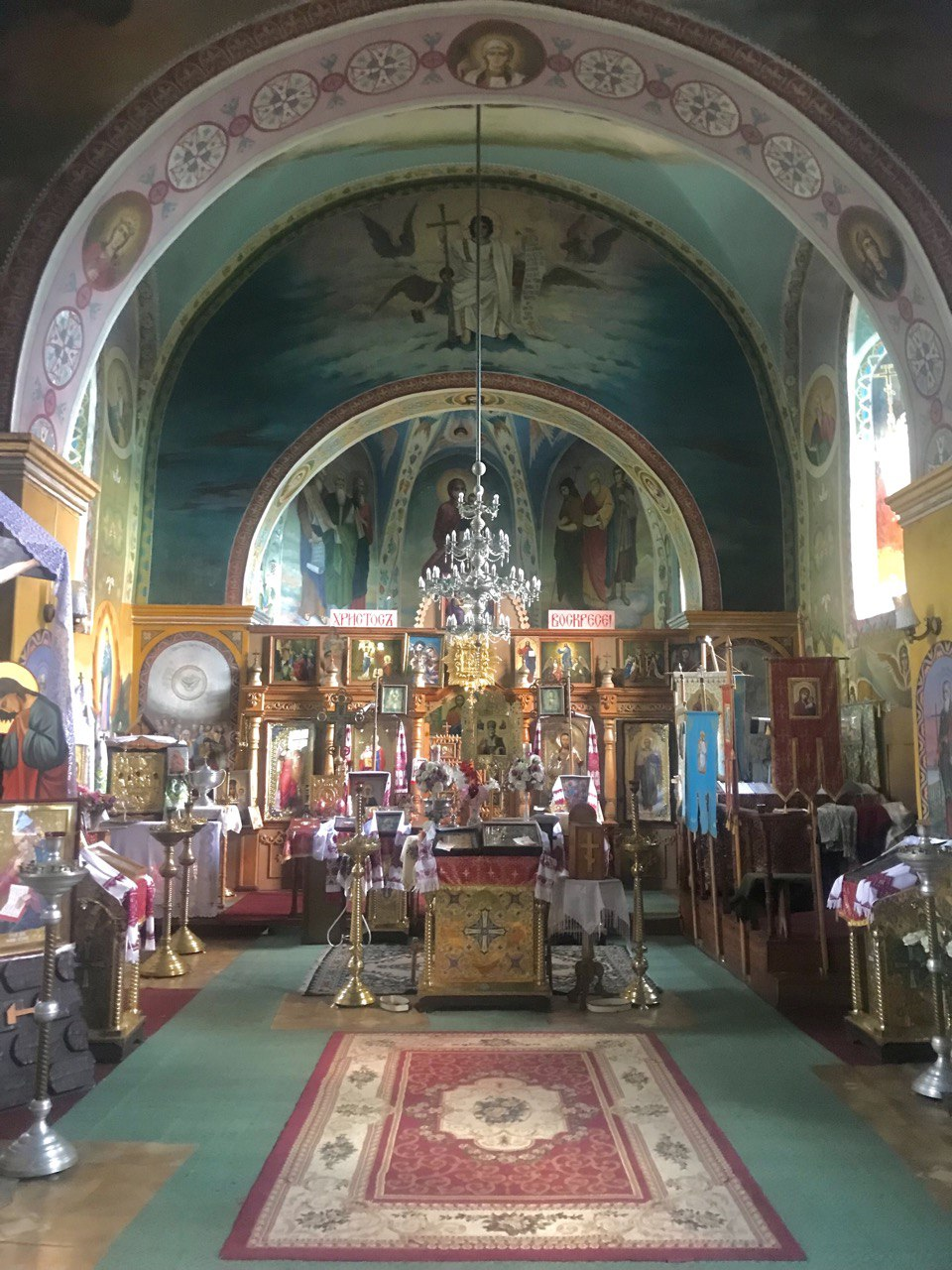
Інтер'єр церкви,

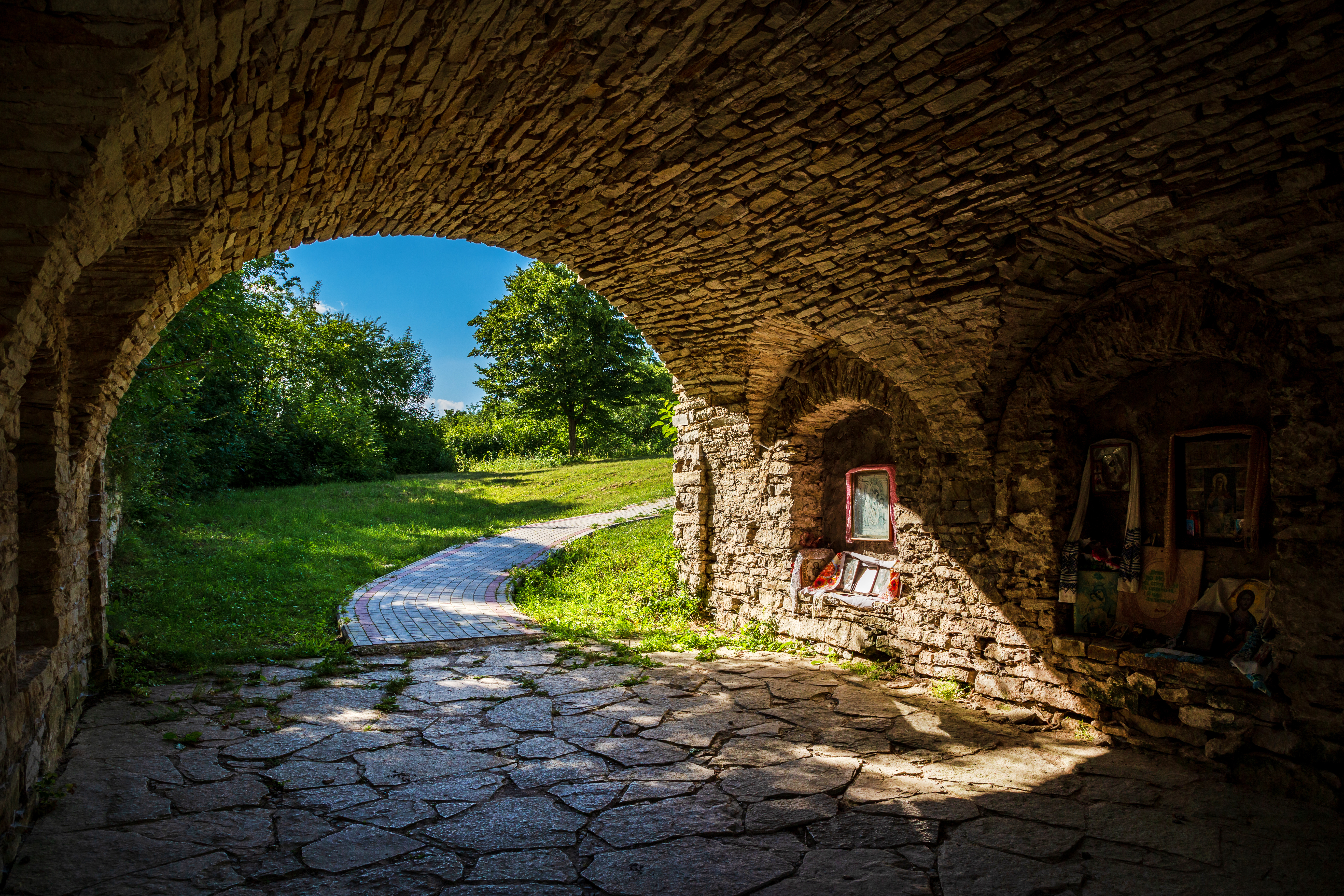
Брама

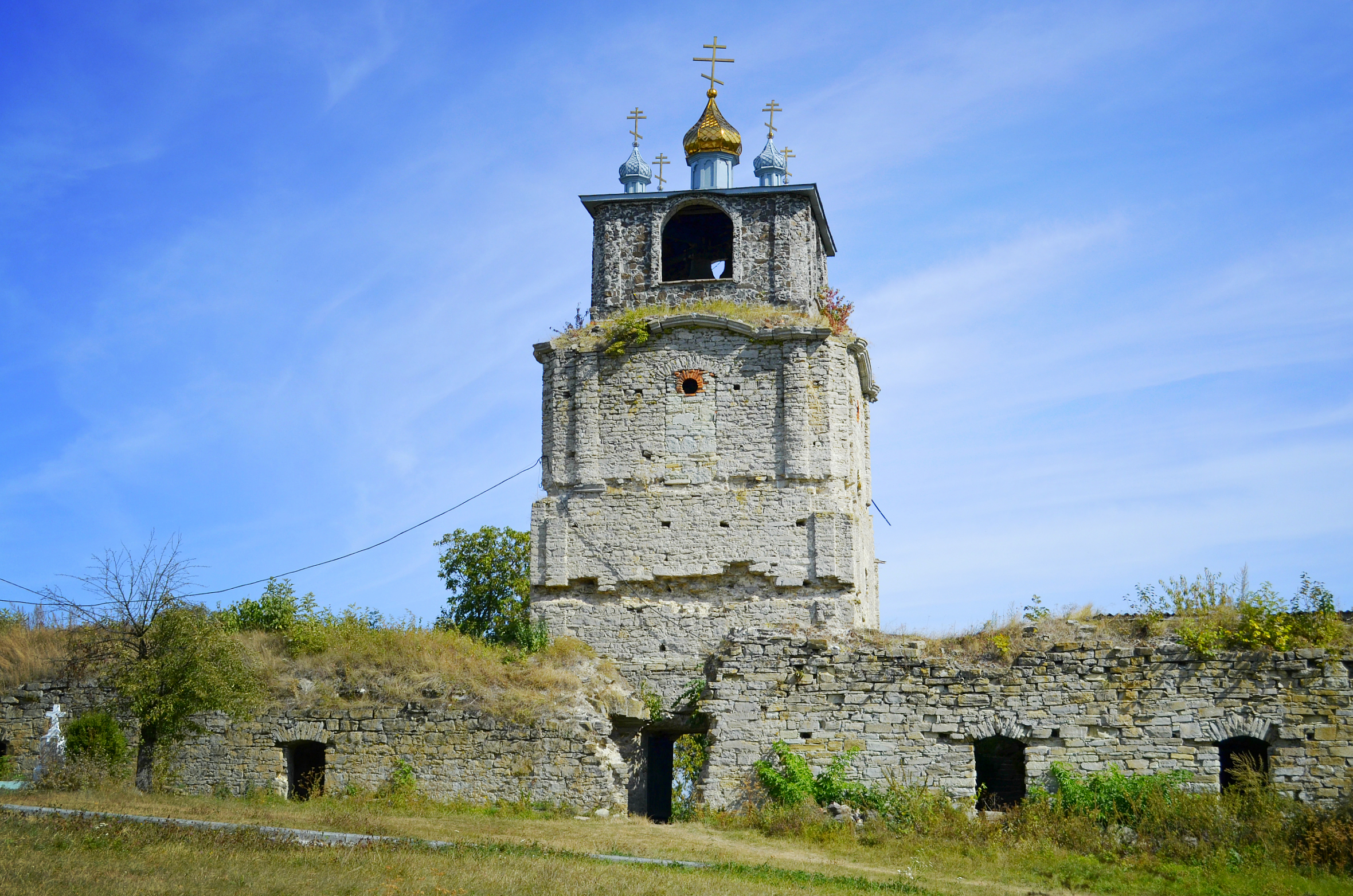
Дзвіниця

Свято-Троїцький жіночий монастир — жіночий православний монастир в Україні, розташований у селі Сатанівська Слобідка (нині Городоцького району Хмельницької області). В 1709–1793 роках був унійним чоловічим монастирем Чину Святого Василія Великого, з 1793 року — православним чоловічим, а від 1899 року — жіночим.

## Історія монастиря
Коли був закладений Сатанівський монастир не відомо. Відомо, що вже в 1600 р. існував. При монастирі діяв єдиний в Україні цех лірників, яких часто помилково називають жебраками. Хто такі лірники? Це музиканти, народні співці, які мандрували та співали різних пісень (релігійні, про козаків, жартівливі). Цьому ремеслу лірники довго навчалися. Зазвичай, навички гри на лірі та пісні передавалися у спадок. Лірники були мандрівними народними співцями, ремеслу яких довго навчалися та ремесло яких передавалося часто по спадковості. Лірники співали думи про колишню козацьку славу та пісні релігійного змісту, а також жартівливі шумки, найчастіше біля церкви та відвідували козацькі могили, на яких співали думи.
Всі старовині храмові розписи було знищено за часів СРСР.

### Василіянський період
В 1707 році монастир став унійним Чину святого Василія Великого. У 1793 році після захоплення Поділля Російською імперією, монастир знову став православним. Один з унійних ігуменів — о. Модест Сільницький, який управляв монастирем, почав писати з 1770 року літопис монастиря, який його наступники продовжували писати до 1793 року. Літопис написаний польською, знаходився в бібліотеці Оссолінських у Львові, під сигнатурою «2106».
Біля підніжжя гори, на якій стоїть монастир, знаходилася дерев'яна церква, яка була розібрана у 1744 році, тому що була вже ветха. На куполі був зазначений 1600 рік. Після неї залишилися печери, видовбані в скелі.
За часів влади турків на Поділлі, монастир не переставав існувати. Ігуменом в той час був Ісая Рудик, який помер у 1701 році, Його наступник Сильвестр, утопився в Збручі, на подвір'ї монастиря була його могила з кам'яним хрестом.
Першим унійним ігуменом був Вартоломій Холодинський, син священика Сатанівського передмістя «Свято-Покровські фільварки». Під час нападу татар, його батькові, під час служби в церкві, татари стяли голову, це так сильно вплинуло на сина, що він пішов у монахи. За його часів монастир відвідав Петро, промовою його вітав ієромонах — Йосип Чижевський. Чижевський мав великий вплив на гетьмана, від нього він отримав для монастиря город та 200 десятин землі.
Наступними ігуменами були: Леон Ординський з Гусятина, Мойсей Стопчанський, який служив довгий час в панцерній хоругві Сенявського, в старості він постригся в монахи та вніс монастирю значну суму грошей, Добрянський — теребовлянський шляхтич та Діонісій Вишневецький.
У 1732–1762 роках ігуменом був Варлаалам Савицький. Він вибудував церкву, яка існує в наш час. Церква була закінчена 1774 року. Він поставив також двохповерховий монастирський будинок. Після переведення Савицького до Унева, ігуменом був у 1762—1765 роках Боніфатій Рихловський, але у 1765 році Савицький повернувся і помер тут 1766 року. Похований був у церкві біля правого крилоса.
Після нього ігуменом був Модест Сільницький. Він залишив в літописі також запис, що від чуми 1770 року померло 6 монахів, та 150 населення, яке належало монастиреві. За його часів канівський староста Микола Потоцький дав монастиреві 30 000 злотих.
У 1771–1772 роках ігуменом був Анатолій Водлинський, після нього у 1772–1775 роках. — Констянтин Улашевич, а після його переходу в Люблінський монастир, в Сатанові ігуменом був Лев Заславський. За його часів в Сатанові відбулося зібрання Василіянського Чину, за яким було постановлено обрати Сатанів на місце довічного ув'язнення для монахів. В кінці монастирського коридору повинна була бути облаштована для цього спеціальна келія. Цю келію зайняв у 1775 році монах Филимон Вітошинський.
У 1777–1785 роках ігуменом був Амброзій Гнатович. З часів його ігуменства залишилися такі записи: 4 червня грім влучив в купол церкви; ікона була вправлена в срібну ризу; майстром Василем Островським з Чорного Острова у 1780 році був відлитий дзвін вагою 38,5 пудів. Гнатович залишив в літописі замітку про те, що після смерті канівського старости Миколая Потоцького цілий тиждень в Сатанівському монастирі били в дзвони.
У 1789–1793 роках ігуменом був Онуфрій Тучапський, він занотував у літописі, що російський капітан Іллін прийняв 4 квітня 1793 року від монахів присягу на вірність Катерині, а 16 червня 1793 року був назначений новий ігумен — Венедикт Орачевський. Правдоподібно, що того ж року монастир став православним.
У 1815 році до складу монастирського комплексу входили: Церква Святої Трійці з кам'яною дзвіницею, келії, трапезна, кухня, ще одна дзвіниця, погріб, мури, поза монастирем знаходилась дерев'яна хата та конюшні і два приміщення. До монастиря належало поселення, у якому було 41 чоловік та 40 жінок. Гетьман Миколай Сенявський надав монастирю в 1723 р. два садки та ліс, який оточував монастир.
За інформацією поданою у книзі «Памятники градостроительства и архитектуры Украинской ССР», Троїцький монастир у Сатанівській Слобідці датується XVI–XVIII століттями. Вважається, що первісно монастир був дерев'яним. Кам'яні споруди на основі архітектурних обстежень попередньо датуються першою чвертю XVII століття. Монастирський ансамбль, що складається з Троїцької церкви, надбрамної дзвіниці з келіями, в'їзної брами та огорожі, 1744 року перебудовано в стилі бароко.

### Жіночий монастир
1899 року Сатанівський Свято-Троїцький монастир із чоловічого було перетворено на жіночий.
На кінець 1961 року Троїцький жіночий монастир у селі Сатанівська Слобідка був одним із 13 монастирів, що ще діяли в Україні, але невдовзі змушений був самоліквідуватися.

## Архітектурні особливості монастиря

### Троїцька церква
Троїцька церква датується першою чвертю XVII століття. У XIX столітті прибудовано бабинець.
Церква кам'яна, однонавна, з п'ятигранною абсидою. Церкву перекрито напівциркульними з розпалубками склепіннями на підпружних арках. 1744 року головний фасад завершено бароковим фронтоном. Вікна церкви стрілчасті.
1774 року на південній стіні церкви встановили сонячний годинник. На відміну від годинників в Ужгороді та Меджибожі циферблат тут не намалювали, а вирізьбили на кам'яній плиті. Він має овальну форму з цифрами 5 — 12 — 7 і V — XII — VII. В центрі його розміщено алегоричне зображення сонця у вигляді людського обличчя. Плиту до стіни церкви прикріплено під спеціально зробленим карнизом із ліпним дашком. Стрижень-гномон не зберігся: коли 1930 року цей годинник фотографував мистецтвознавець Павло Жолтовський, гномона вже не було. Якщо для виготовлення ужгородського та меджибізького годинників потрібні були тільки досвідчені слюсарі та живописці, то у виготовленні сатанівського годинника брали участь уже й різьбярі та скульптори.
В інтер'єрі пам'ятки збереглися залишки темперного розпису XVIII століття.
П'яти підпружних арок підкреслено профілізацією. У північній частині церкви влаштовано підвал.

### Келії із дзвіницею
Келії із дзвіницею датуються дослідниками першою чвертю XVII століття.
Келії кам'яні, прямокутні в плані. Дзвіниця у вигляді надбрамної башти розмістилася в центрі об'єму келій. Вона квадратна в плані, має три яруси. Перший ярус — це наскрізний прохід, перекритий напівциркульним із розпалубками склепінням. На другий ярус ведуть сходи, влаштовані в товщі стіни коридору. Перекриття двох верхніх ярусів не збереглися. Третій ярус у XVIII столітті завершено профільованим карнизом із сегментними зламами в стилі бароко.
На східному фасаді першого ярусу збереглися різьблені білокам'яні капітелі пілястр у стилі ренесансу. Вони складаються з волют, іонік та розет.
Корпус келій — одноповерховий (у XVIII столітті — двоповерховий). Планування коридорне з одностороннім розміщенням келій. Перекриття — напівциркульні та хрестові склепіння.

### В'їзна брама
В'їзна брама датується XVIII століттям. Її збудовано в стилі бароко. Брама цього періоду була кам'яною, потинькованою, двоярусною. До брами з боку монастирського двору примикала прибудова, прямокутна в плані, на високому цоколі, перекрита двосхилим дахом. Аналогічно до дзвіниці, стіна проїзду поярусно декорована пілястрами та профільованими карнизами. Другий ярус завершувався фронтоном профілю, близького до встановленого на Троїцькій церкві. Другий ярус прибудови та брами за станом на 1986 рік був у руїнах.
Брама кам'яна, однопрогонова, прямокутна в плані, одноярусна, не оштукатурена. Браму перекрито коробовим склепінням із чотирма розпалубками над нішами, які попарно розташовані по обидва боки аркового проїзду. Проліт підкреслять грановані з укосом всередину пілони, його завершує білокам'яний карниз. Збереглися квадратні отвори для системи запирання.

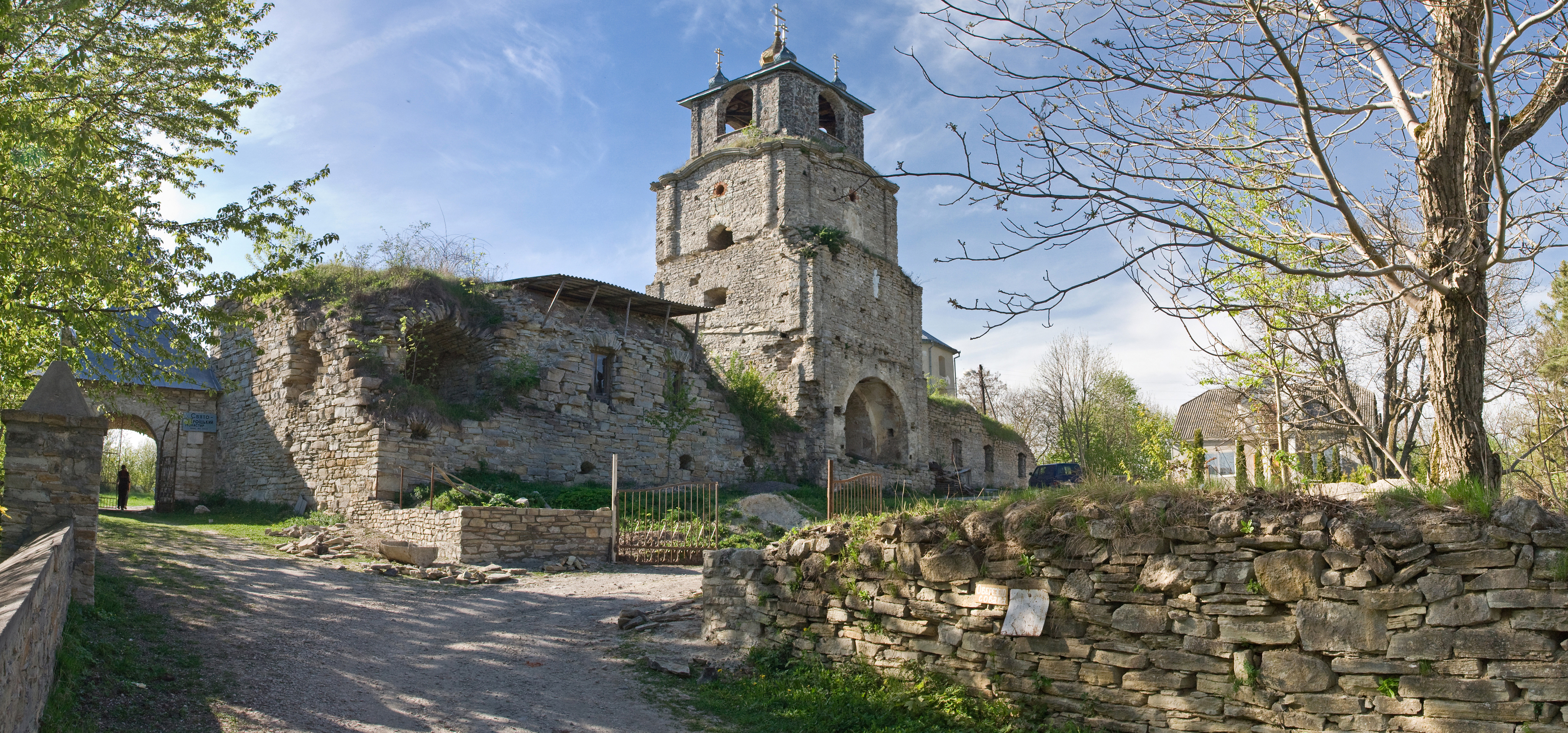
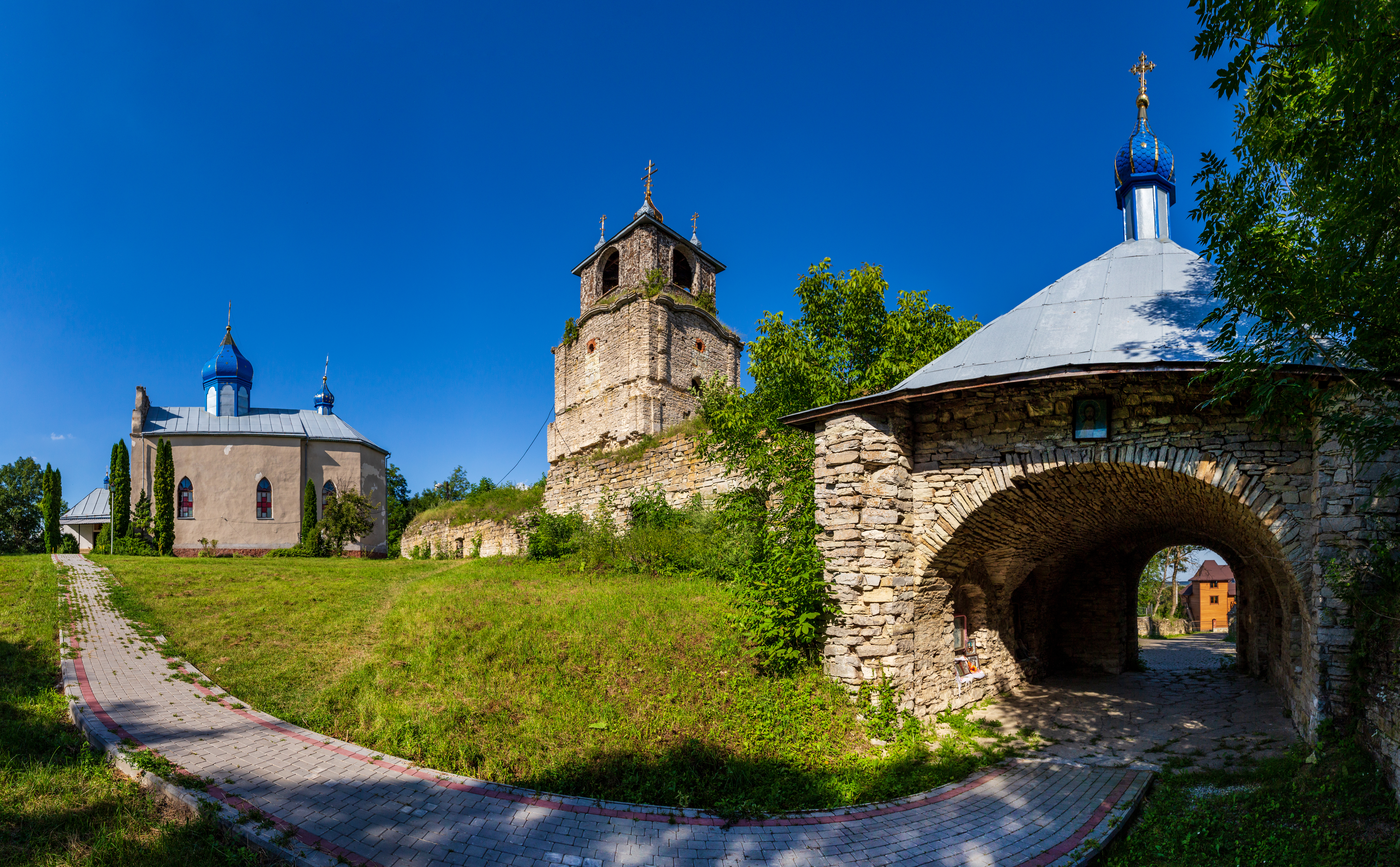
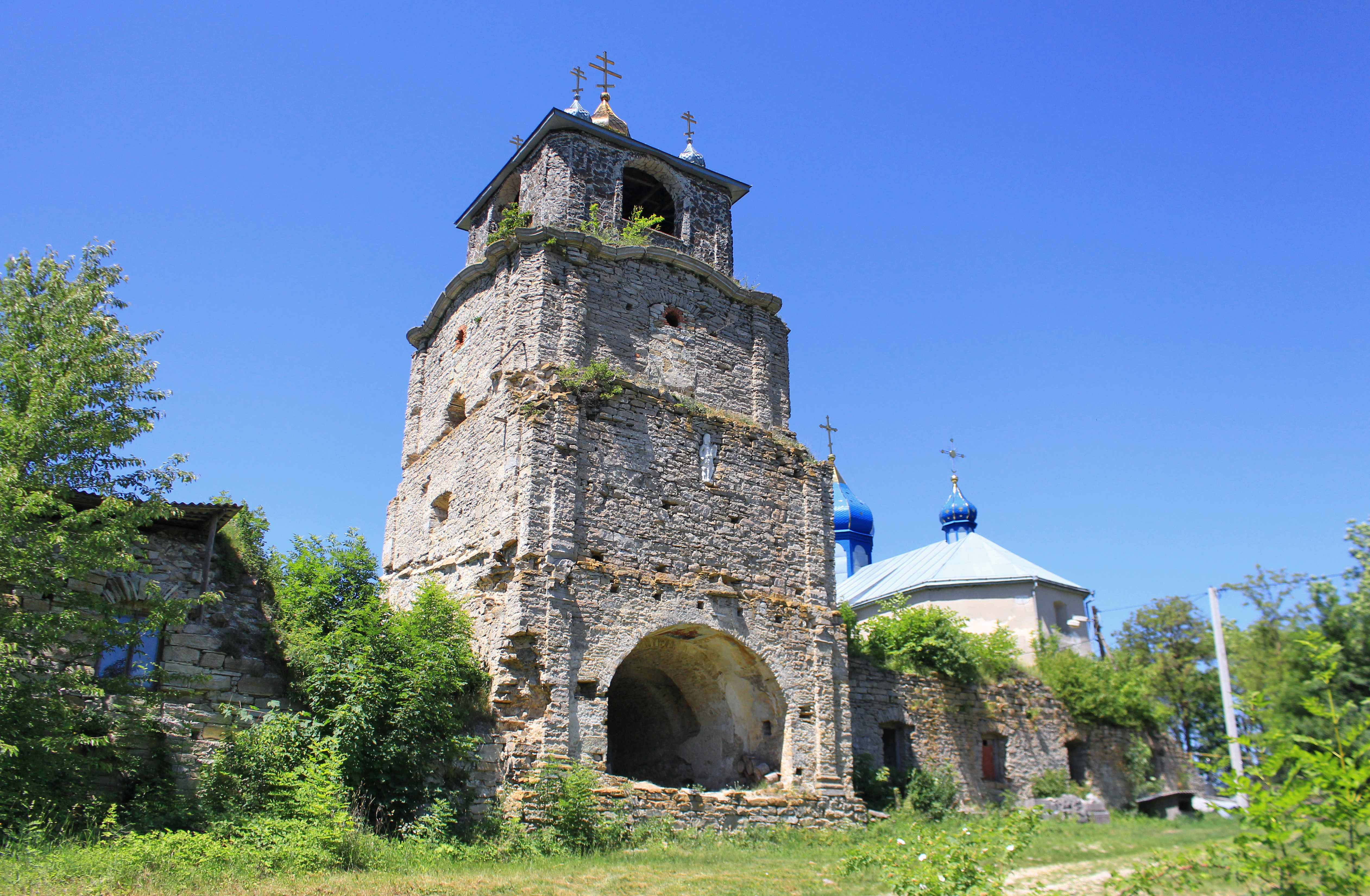